# Ait Boudaoud
Ait Boudaoud (en àrab أيت بوداود, Ayt Bu-Dāwud; en amazic ⴰⵢⵜ ⴱⵓⴷⴰⵡⴷ) és una comuna rural de la província de Zagora, a la regió de Drâa-Tafilalet, del Marroc. Segons el cens de 2014 tenia una població total de 5.439 persones.